# 奥瓦尔·贝里马克
奥瓦尔·贝里马克（瑞典語：Orvar Bergmark，1930年11月16日—2004年5月10日），瑞典男子班迪球、足球运动员。他曾代表瑞典国家队参加1958年国际足联世界杯，获得亚军。他也曾担任1970年世界杯瑞典足球队主教练。